# Смолфут
«Смолфут» (англ. Smallfoot) — американский комедийный мультфильм, созданный при помощи 3D-анимации. Режиссёром и сценаристом проекта является Кари Киркпатрик. В основу сценария легло произведение Серджо Паблоса. Актёры озвучивания: Ченнинг Татум, Джеймс Корден, Леброн Джеймс, Джина Родригес, Дэнни Де Вито, Яра Шахиди, Или Генри и Джимми Татро. В США мультфильм вышел 28 сентября 2018 года, в России 20 октября 2018 года.

## Сюжет
Миго — йети, живущий в деревушке лохматых гигантов за облаками в высокогорье Непала. Он сын звонаря и ему полагается соблюдать обычаи. Местные жители не верят в существование смолфутов (обычных людей), считая, что ниже облаков ничего нет. Как-то раз Миго становится свидетелем авиакатастрофы и догадывается, что смолфуты вовсе не легенда, но доказать ничего не может. Деревенская молодежь решает проверить, что находится ниже облаков и в результате сталкивается с человеческой цивилизацией. Миго знакомится с кинодокументалистом Перси, охотящимся за снежным человеком, и, вслед за ним, с другими людьми. Йети и люди, в итоге, находят общий язык.

## Озвучивание
- Ченнинг Татум — йети Миго[5]
- Джеймс Корден — Перси Паттерсон[5]
- Зендея — йети Мичи[5]
- Леброн Джеймс — йети Гванги[5]
- Джина Родригес — йети Колка[5]
- Дэнни Де Вито — йети Доргл[5]
- Яра Шахиди — девушка Бренда[5]
- Или Генри — йети Флема[5]
- Джимми Татро — йети Торпа[5]
- Common — йети Каменный Хранитель
- Патриция Хитон — мама медведица
- Джастин Ройланд — йети Гэри
- Джек Куэйд — пилот

## Производство
11 мая 2017 года было объявлено о начале работ над мультфильмом, представлены актёры озвучивания, исполняющие главные роли: Ченнинг Татум, Зендея и Джина Родригес. Компьютерной анимацией занимается Sony Pictures Imageworks, которая также готовила анимацию для мультфильма «Аисты» кинокомпании Warner Animation Group. Изначально режиссёром был Райан О'Локлин, получивший богатый опыт работы в DreamWorks Animation. Его заменил Карей Киркпатрик.

## Релиз
Премьера фильма в США состоялась 28 сентября 2018 года, в России 20 октября.